# Agrypon sagivvarium
Agrypon sagivvarium är en stekelart som först beskrevs av Atanasov 1975.  Agrypon sagivvarium ingår i släktet Agrypon och familjen brokparasitsteklar. Inga underarter finns listade i Catalogue of Life.